# Ореховый прутик
«Оре́ховый пру́тик» — советский рисованный мультфильм 1955 года, созданный режиссёром Иваном Аксенчуком по мотивам сказки румынского писателя Кэлина Груи.
В 1982 году вошёл в сборник «Приключения волшебного глобуса или Проделки ведьмы» (новая редакция, 1991).

## Сюжет
Девочка Мариука и её брат Григораш пошли в лес за грибами. Мальчик отошёл от сестры и попал в ловушку. Злая колдунья Клоанца схватила его и улетела на помеле в свою пещеру. Девочка отправилась на поиски брата. По дороге она пожалела ореховый куст и убила червяка, который грыз его корни. Орешник дал ей волшебный ореховый прутик. «Всё, к чему он прикоснётся, станет меньше в сорок раз», а если прикоснётся другим кончиком — увеличит.
Ореховый куст отправил Мариуку к мудрому ворону, а тот — к доброму великану Фаурару. Последний, у которого с Клоанцой были свои счёты — её оса ужалила великана в глаз — помог девочке, которая исцелила его, добраться до пещеры колдуньи. Попасть внутрь помогли мыши, которых Григораш выпустил из клетки. С помощью орехового прутика Фаурар и Мариука уменьшились (она в 40, а он — в 1600 раз), проникли по мышиным ходам внутрь и выручили Григораша, а когда выбрались наружу — увеличились до нормального роста. В бою Фаурар победил злую колдунью и помог сестре и брату вернуться домой.

## Создатели
| Сценарий                   | Георгий Гребнер, Николай Эрдман (участие в сценарии)в титрах не указан |
| Режиссёр                   | Иван Аксенчук |
| Художник                   | Витольд Бордзиловский |
| Композитор                 | Эдуард Колмановский |
| Оператор                   | Николай Воинов |
| Звукооператор              | Георгий Мартынюк |
| Ассистенты режиссёра       | Владимир Балашов, Лидия Ковалевская |
| Ассистент художника        | Борис Корнеев |
| Ассистент по монтажу       | Нина Майорова |
| Художники-мультипликаторы: | Татьяна Таранович, Игорь Подгорский, Рената Миренкова, Виктор Лихачёв, Борис Чани, Константин Никифоров, Вячеслав Котёночкин, Николай Фёдоров, Вадим Долгих, Фёдор Хитрук, Мстислав Купрач, Татьяна Фёдорова, Владимир Крумин, Елена Хлудова |
| Художники-декораторы:      | Вера Валерианова, Галина Невзорова, Гелий Аркадьев, Константин Малышев, Ирина Троянова, Вера Роджеро |
| Консультант по фольклору   | Дарья Шполянская |

## Роли озвучивали артисты
- Мариука — Маргарита Корабельникова
- Григораш — Юлия Юльская
- Фаурар — Александр Ханов
- Клоанца / ворон-писарь — Георгий Вицин
- Ореховый куст — Геннадий Дудник
- Бабушка-мышка — Юлия Феоктистова

## Награды
- 1955 — Почётный диплом VII Международного Фестиваля для детей и юношества в Венеции.

## Отзывы
Успех Аксенчуку принёс, конечно же, «Ореховый прутик». До сих пор эта работа считается одной из вершин анимации 1950-х годов. Почётный диплом Венецианского фестиваля закрепил удачу.— Георгий Бородин. «К 90-летию Ивана Аксенчука»